# Epinephelus polyphekadion
Epinephelus polyphekadion е вид лъчеперка от семейство Serranidae. Видът е почти застрашен от изчезване.

## Разпространение
Разпространен е в Австралия (Лорд Хау), Американска Самоа, Британска индоокеанска територия (Чагос), Бруней, Вануату, Гуам, Джибути, Египет, Еритрея, Йемен, Израел, Индия, Индонезия, Йордания, Кения, Кирибати (Лайн), Китай, Кокосови острови, Коморски острови, Мавриций, Мадагаскар, Малайзия, Малдиви, Малки далечни острови на САЩ (Уейк), Маршалови острови, Микронезия, Мозамбик, Науру, Ниуе, Нова Каледония, Острови Кук, Палау, Папуа Нова Гвинея, Питкерн, Провинции в КНР, Самоа, Саудитска Арабия, Северни Мариански острови, Сейшели, Соломонови острови, Сомалия, Судан, Тайван, Танзания, Токелау, Тонга, Тувалу, Уолис и Футуна, Фиджи, Филипини, Френска Полинезия (Маркизки острови и Туамоту) и Япония (Бонински острови и Рюкю).